# Guerra della Grande Alleanza
La guerra della Grande Alleanza, detta anche guerra dei Nove Anni o guerra della Lega d'Augusta o guerra di successione del Palatinato, fu un vasto conflitto svoltosi tra il 1688 e il 1697 prevalentemente nell'Europa continentale, ma che coinvolse anche come teatri secondari l'Irlanda ed il Nord America. Essa si colloca nel contesto della grande sfida fra la casata dei Borbone e quella degli Asburgo, nonché del lungo duello personale tra Guglielmo III e Luigi XIV.

## Storia
Con la ratifica del trattato di Nimega, che pose fine alla guerra franco-olandese (1672-1678), Luigi XIV minacciò di assicurarsi una stabile egemonia sull'Europa. Dopo questo conflitto, il Regno di Francia fu in grado di estendere la sua influenza nei territori confinanti con azioni unilaterali, quali l'annessione di Strasburgo nel 1681, e quella del Lussemburgo nel 1683, che diede vita al breve conflitto con la Spagna noto come "guerra delle riunioni".
Tuttavia, dal 1680 il Sacro Romano Impero, sotto la guida dell'imperatore Leopoldo I, aveva iniziato a riguadagnare prestigio ed autorità, in particolare grazie alla vittoriosa campagna militare condotta nei Balcani contro l'Impero ottomano. Questo successo spinse Leopoldo ed i suoi alleati - vari principati tedeschi, la Spagna e la Svezia - a formare il 9 giugno 1686 un'alleanza difensiva, detta Lega di Augusta, in opposizione alla Francia.
Il 5 novembre del 1688, in risposta al pressante invito di sette uomini politici inglesi, l'olandese Guglielmo d'Orange attraversò la Manica con una potente flotta ed invase l'Inghilterra dando inizio alla Gloriosa rivoluzione e alla conseguente deposizione di Giacomo II. Divenuto ora re d'Inghilterra, oltre che Statolder (letteralmente "reggitore dello Stato") delle Province Unite, Guglielmo fu in grado così di formare quella coalizione anti-francese che da lungo tempo aveva ponderato. Il 12 maggio 1689 Guglielmo III e Leopoldo I inaugurarono la Grande Alleanza con l'intento di riportare la Francia ai precedenti confini designati dalla pace di Vestfalia.
All'indomani dell'attacco francese al Palatinato, regione europea situata a cavallo tra Francia e Germania, anche il Ducato di Savoia (che firmerà un trattato separato con la Francia prima della fine della guerra ottenendo la restituzione di Pinerolo e i comuni sulla sponda destra della val Chisone fino a Perosa, la cui occupazione francese risaliva al 1630) si unì alla Grande Alleanza. Le battaglie si protrassero per nove anni in diverse regioni europee, generalmente a favore degli eserciti francesi, per sfociare nel trattato di Rijswijk del 1697. La pace fu siglata da Luigi XIV perché la Francia non riusciva più a sostenere le enormi spese belliche. Con la pace di Rijswijk il re perse tutte le terre conquistate, tranne l'Alsazia e Strasburgo e qualche città in Catalogna, ma recuperò Pondichéry in India dagli olandesi.

## Cronologia della guerra
1688
- 24 settembre: i francesi occupano Colonia.
- 18 ottobre: Leopoldo I d'Asburgo dichiara guerra alla Francia
- 29 ottobre: termine dell'assedio di Filisburgo e presa della città da parte dei francesi.
- Fine di dicembre: a seguito della Gloriosa rivoluzione, Giacomo II d'Inghilterra, detronizzato, fugge in Francia.

1689
- 22 marzo: Giacomo II d'Inghilterra sbarca in Irlanda.
- 21 aprile: Maria II e Guglielmo III sono incoronati regina e re d'Inghilterra e d'Irlanda.
- 11 maggio: vittoria navale francese nella battaglia della baia di Bantry.
- 12 maggio: alleanza tra le Province Unite e l'imperatore Leopoldo I.
- Maggio: i francesi penetrano in Catalogna fino a Gerona.
- Giugno: i francesi devastano il Palatinato.
- 10 settembre: i francesi sono sconfitti a Magonza.
- 10 ottobre: i francesi sono sconfitti a Bonn.

1690
- 4 Giugno: Vittorio Amedeo II firma a Torino il trattato di alleanza con l'Imperatore Leopoldo contro la Francia.
- 1º luglio: il maresciallo Luxembourg sconfigge il principe di Waldeck nella battaglia di Fleurus.
- 10 luglio:
  - vittoria navale francese nella battaglia del capo Béveziers (Beachy Head).
  - Guglielmo III sconfigge Giacomo II nella battaglia del Boyne (Irlanda).
- 18 agosto: il maresciallo Catinat sconfigge Vittorio Amedeo II di Savoia nella battaglia di Staffarda.
- 16-24 ottobre: Battaglia di Québec.

1691
- 25 marzo: il maresciallo Catinat occupa Nizza.
- 8 aprile: Luigi XIV prende Mons.
- Maggio-agosto: Tourville pattuglia le coste oceaniche della Francia.
- 16 luglio: morte di François Michel Le Tellier de Louvois.
- 3 ottobre: disfatta finale dei giacobiti nell'assedio di Limerick, in Irlanda.

1692
- 19 maggio: battaglia di Barfleur.
- 29 maggio-3 giugno: la flotta francese, bloccata a L'Aia, viene in parte distrutta dagli inglesi dell'ammiraglio Edward Russell.
- 30 giugno: Luigi XIV prende Namur.
- 3 agosto: il maresciallo Luxembourg batte Guglielmo III d'Orange nella battaglia di Steenkerque.
- 17 settembre: il duca di Lorges batte il principe di Württemberg a Pforzheim.

1693
- 22 maggio: i francesi occupano e saccheggiano Heidelberg.
- 9 giugno: il duca di Noailles occupa Roses in Catalogna.
- 26-29 giugno: il conte di Tourville batte l'ammiraglio sir George Rooke nella battaglia di Capo San Vincenzo o di Lagos, al largo del Portogallo.
- 29 luglio: il maresciallo Luxembourg sconfigge Guglielmo III nella battaglia di Landen.
- 4 ottobre: il maresciallo Catinat batte il duca di Savoia e il principe Eugenio nella battaglia della Marsaglia.
- A 55 anni d'età e dopo 43 anni di partecipazione alla guerra, Luigi XIV rinuncia a combattere personalmente.

1694
- Maggio: offensiva del duca di Noailles in Catalogna.
- 18 giugno: gli inglesi tentano di sbarcare a Brest.
- Fine giugno: Jean Bart, vincitore della battaglia di Texel, s'impadronisce di un convoglio olandese.
- Agosto: il maresciallo Luxembourg blocca la frontiera settentrionale della Francia.

1695
- 4 gennaio: muore il maresciallo Luxembourg.
- Agosto: gli inglesi bombardano Dunkerque.
- 14-15 agosto: il duca di Villeroy bombarda Bruxelles.
- Settembre: Guglielmo III d'Orange prende Namur.

1696
- Giugno: Jean Bart vince la battaglia di Dogger Bank.
- 29 agosto: trattato di Torino fra la Francia e il Ducato di Savoia.

1697
- 3 maggio: i francesi occupano Cartagena in Colombia.
- 10 agosto: il duca di Vendôme e l'ammiraglio d'Estrées prendono Barcellona.
- Settembre-ottobre: il trattato di Rijswijk pone termine alla guerra e Luigi XIV perde tutti i territori tranne l'Alsazia e Strasburgo.

## Curiosità
Lo scrittore irlandese Laurence Sterne nel suo famoso e colossale romanzo Vita e opinioni di Tristram Shandy, gentiluomo cita la Battaglia di Steenkerque del 3 agosto 1692, in cui Hendrik Trajectinus, Conte di Solms, uno dei protagonisti della Guerra della Grande Alleanza, "(...) aveva ordinato alla fanteria di fermarsi e alla cavalleria di avanzare, dove non avrebbe avuto la possibilità di manovrare; il che era esattamente contrario agli ordini del re e si era dimostrato la causa della sconfitta" (Milano, Arnoldo Mondadori Editore, 1992, Edizione Integrale, Vol.V, cap. XX, pag.361). 
Nello stesso romanzo, lo scrittore fa anche riferimento all'assedio di Limerick, dell'agosto del 1690, descrivendo le condizioni che infine provocarono la resa degli assedianti e la liberazione della guarnigione: " La città di Limerick, il cui assedio venne iniziato da sua maestà il re Guglielmo, sorge in mezzo a una campagna umida e paludosa, completamente circondata dallo Shannon e, per la sua posizione, è una delle roccaforti più inaccessibili dell'Irlanda (...) Durante l'assedio cadde una tale quantità di pioggia che tutto il paese era diventato una pozzanghera" (Milano, Arnoldo Mondadori Editore, 1992, Edizione Integrale, Vol.V, cap. XX, pagg.382-383).